# Forêts tempérées valdiviennes
Cet article concerne une écorégion terrestre. Pour les autres acceptions, voir Forêts valdiviennes.
Localisation
Les forêts tempérées valdiviennes forment une écorégion terrestre définie par le Fonds mondial pour la nature (WWF), qui appartient au biome des forêts de feuillus et mixtes tempérées de l'écozone néotropicale. Elle couvre la partie méridionale du versant chilien des Andes, aux alentours de la ville de Valdivia, ainsi que les régions adjacentes d'Argentine. Ces forêts se caractérisent par un taux très élevé d'endémisme.

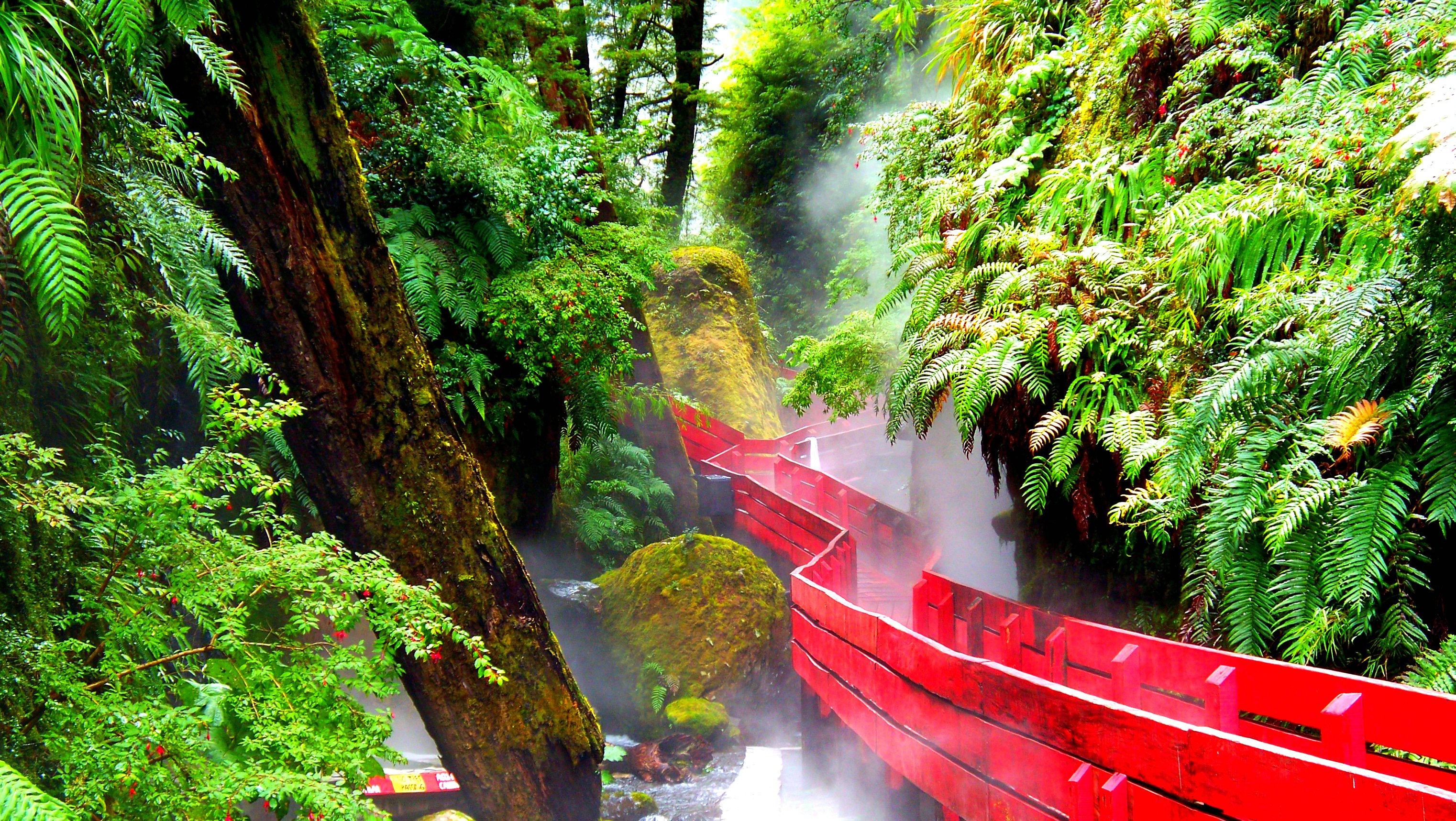
Termas Geométricas dans Coñaripe.

Les forêts valdiviennes sont un refuge pour la flore antarctique et partagent de nombreuses familles de plantes avec les forêts pluviales tempérées de Nouvelle-Zélande et d'Australie. La moitié des espèces de plantes ligneuses sont endémiques à cette écorégion.
Les espèces notables sont la nalca ou rhubarbe chilienne (Gunnera tinctoria) et les fougères Lophosoria quadripinnata et Parablechnum cordatum. La fleur nationale du Chili, la copihue (Lapageria rosea) est une espèce pionnière qui pousse dans les zones perturbées de la forêt tropicale valdivienne.
Certains des mammifères menacés des forêts valdiviennes comprennent le monito del monte (Dromiciops gliroides), un marsupial arboricole, le Pudu puda et le kodkod (Leopardus guigna), le plus petit chat d'Amérique du Sud. Ses espèces « gondwaniennes » sont un héritage de l'ancien supercontinent du Gondwana. 

## Protection
La protection de ce biotope se passe par exemple au parc de Pumalín, au Chili.